# Мисаль
Мисаль — военное объединение сикхских кланов. Каждый мисаль состоял из воинов, присягавших главе мисаля — мисальдару. Мисаль мог насчитывать от нескольких сотен до десятков тысяч солдат. В Сикхской конфедерации (1716—1799) в Пенджабе реальная власть была сосредоточена на уровне двенадцати автономных мисалей. После прихода к власти Ранджита Сингха эта структура была унифицирована.